# Garguilhs de Sus
Garguilhs de Sus, també conegut com a Lac de Sus, és un llac glacial situat a la conca occidental del circ de Colomèrs, al terme municipal de Naut Aran, a la vall d'Aran. Es troba a 2.313 metres d'altitud, i la seva superfície és de 1,77 hectàrees. Està inclòs a la zona perifèrica del Parc Nacional d'Aigüestortes i Estany de Sant Maurici. Les seves aigües desguassen a l'estany Garguilhs de Jos.
Es troba al costat del corriol existent entre el refugi de Colomers i el Port de Colomers.